# (32891) Amatrice
(32891) Amatrice est un astéroïde de la ceinture principale.

## Description
(32891) Amatrice est un astéroïde de la ceinture principale. Il fut découvert le 9 février 1994 à Colleverde par Vincenzo Silvano Casulli. Il présente une orbite caractérisée par un demi-grand axe de 2,54 UA, une excentricité de 0,14 et une inclinaison de 13,4° par rapport à l'écliptique.